# António José da Serra Gomes, Marquês de Penafiel
António José da Serra Gomes, 2. Graf und 1. Marquis von Penafiel (* 30. August 1819 in Maranhão, Brasilien; † 30. Dezember 1891 in Berlin, Deutschland) war ein bedeutender portugiesischer Diplomat. Er war lange Gesandter Portugals in Berlin und Delegationsleiter für Portugal bei der Kongo-Konferenz in Berlin.

## Leben
António, Marquês de Penafiel, wurde in Brasilien als Sohn von António José Gomes, Conde de Penafiel und Dona Carlota Joaquina de Serra Freire geboren.
1861 heiratete er. 1869 wurde er zum ersten Träger des Titels eines Marquês de Penafiel. 1880 wurde er vom König zum portugiesischen Gesandten für Preußen nach Berlin entsandt. Dort war er bis zu seinem Tode im Amt.
Er erhielt hohe Auszeichnungen, so das Christuskreuz, den Orden des Prinzen von Hohenzollern und andere.
Auch war er Leiter der Delegation Portugals bei der berühmten Kongo-Konferenz 1884 und 1885 in Berlin, die die kolonialen Angelegenheiten zwischen den Großmächten in Afrika ein für alle Mal regeln sollte.
Der hoch angesehene Diplomat starb 1891 in Berlin.

## Quelle
- arqnet.pt: DICIONÁRIO HISTÓRICO: 1.º marquês de Penafiel (portugiesisch)

| Personendaten    | Personendaten                                     |
| ---------------- | ------------------------------------------------- |
| NAME             | Penafiel, António José da Serra Gomes, Marquês de |
| ALTERNATIVNAMEN  | Gomes, António José da Serra                      |
| KURZBESCHREIBUNG | portugiesischer Diplomat                          |
| GEBURTSDATUM     | 30. August 1819                                   |
| GEBURTSORT       | Maranhão, Brasilien                               |
| STERBEDATUM      | 30. Dezember 1891                                 |
| STERBEORT        | Berlin, Deutschland                               |